# Smith-Minkowski-Siegel-massaformule
In de getaltheorie, een deelgebied van de wiskunde, is de Smith-Minkowski-Siegel-massaformule een formule voor de som van de gewichten van de roosters (kwadratische vormen) in een genus, gewogen door de omgekeerden van de orden van hun automorfismegroepen. De massaformule wordt vaak gegeven voor integrale kwadratische vormen, maar kan worden veralgemeend naar kwadratische vormen over willekeurige algebraïsch getallenlichamen.